# Sociedad colectiva
Una sociedad colectiva es uno de los posibles tipos de sociedad mercantil. Se trata de una sociedad externa (que actúa y responde frente a terceros como una persona distinta de la de sus socios), que realiza actividades mercantiles o civiles bajo una razón social unificada, respondiendo los socios de las deudas que no pudieran cubrirse con el capital social.
La sociedad colectiva tiene como rasgo principal y que le diferencia de otros tipos de sociedades como la sociedad anónima o de responsabilidad limitada, el hecho de que la responsabilidad por las deudas de la sociedad es ilimitada. Esto significa que en caso de que su propio patrimonio no sea suficiente para cubrir todas las deudas lo que normalmente la llevará a un procedimiento concursal (quiebra, suspensión de pagos o similares) los socios deben responder con su propio patrimonio del pago de las deudas pendientes a los acreedores.
La sociedad colectiva es heredera de la sociedad mercantil originaria (sociedad de mercaderes o societas mercatorum de la Edad Media) y, como tal, una de las formas societarias mercantiles más antiguas que existen. No obstante, la ausencia de limitación de responsabilidad para sus socios ha hecho que haya ido desapareciendo de forma gradual. Actualmente la forma predominante de sociedad mercantil es la sociedad de responsabilidad limitada, en sus distintas variantes, quedando otras sociedades como la sociedad colectiva reducida a un papel marginal en el tráfico comercial. En algunos países, como España, su régimen legal es el aplicable para las sociedades mercantiles que no han cumplido con la obligación de registro (sociedad irregular).

## Administración
La administración de una sociedad colectiva, desde una perspectiva estructural, puede ser legal, privativa y no privativa. Cuando exista una pluralidad de administradores, y desde una perspectiva funcional, puede darse una administración separada o conjunta.

### Sentido estructural

#### Administración legal
La administración legal será de aplicación cuando los estatutos guarden silencio sobre el régimen administrativo de la sociedad actual. Este tipo de administración supone que cualquier socio es administrador, y en función de si esa administración se ejerce conjunta o separadamente, la actuación del socio habrá de ser acordada por unanimidad o tendrá que sufrir el deber de información al resto de socios, junto con la posibilidad de que estos utilicen su derecho de oposición.

#### Administración privativa
En la administración privativa, un pacto expreso, o los estatutos societarios recogidos en él, Nombran expresamente a un administrador para la sociedad. Señalan a una o varias personas en concreto, que tendrán el derecho de administración de la sociedad. Se trata de un derecho intuito unipersonal, de manera que sólo los socios concretos mencionados podrán ostentarlo, no siendo transmisible de manera unilateral.
Para un régimen deliberadamente cierto y favorecido para la asociación.

#### Administración no privativa
También mediante pacto o contrato se establece la figura de uno o varios administradores. No obstante, será un cargo no vinculado a una persona en concreto, de manera que los socios podrán nombrar y destituir al administrador, dependiendo este último de las instrucciones que den los socios.

### Sentido funcional
Sólo cabe analizar el sentido funcional de la administración de la sociedad colectiva partiendo de la existencia de varios administradores. Se trata de resolver la toma de decisiones por parte de una pluralidad de fuentes, y de establecer una voluntad coherente y no contradictoria de la sociedad.

#### Administración conjunta
Se puede pactar expresamente la administración conjunta de la sociedad
Si nada se dice, se estará a la regulación de la administración separada, figura que acepta como voluntad societaria la expresada por cualquiera de los administradores. Éstos, salvo caso de urgencia, tienen un deber de información frente al resto de administradores, y a su vez, los demás administradores podrán ejercer un derecho de oposición. Si se infringen estas reglas, la voluntad defectuosa emitida por el administrador será la voluntad de la sociedad frente a terceros. No obstante, el administrador que incumplió deberá indemnizar a la sociedad por los perjuicios causados, y nacerá en su contra una causa de remoción.

##### Pluralidad de Administradores en Sociedades de Nombre Colectivo
La pluralidad de socios se refiere a la tendencia de igualdad de posición jurídica de todos ellos con un objetivo común que obviamente son los elementos que han de ser barajados a la hora de articular un sistema de organización que consienta la adopción de decisiones colectivas o con trascendencia en los asuntos comunes, sin detrimento, por otra parte, para la conveniente agilidad en la adopción de decisiones.
Por otra parte, existe la pluralidad de los socios, que es cuando participan dos o más socios, para la administración de Sociedades.

## Disolución
En Colombia, las causales de disolución de una sociedad colectiva están reguladas principalmente por el Código de Comercio. Las sociedades colectivas son un tipo de sociedad de personas, en las que los socios responden solidaria e ilimitadamente por las obligaciones sociales. Las causales de disolución de una sociedad colectiva se pueden dividir en causales generales, que aplican a todo tipo de sociedades, y causales específicas, aplicables exclusivamente a las sociedades de personas o colectivas. A continuación, te detallo las principales causales basadas en la legislación colombiana:

### Causales Generales (Artículos 218 y 220 del Código de Comercio)
1. Cumplimiento del objeto social: La sociedad se disuelve cuando se ha cumplido el objetivo o fin social para el cual fue constituida, es decir, cuando se ha realizado la actividad o negocio que motivó su creación.
2. Imposibilidad de desarrollar el objeto social: Si resulta imposible llevar a cabo la actividad para la que fue creada la sociedad, esta deberá disolverse. Esto puede ocurrir por razones económicas, legales o técnicas.
3. Expiración del término de duración: Si la sociedad se constituyó con una duración determinada en el tiempo y este plazo ha expirado sin que se prorrogue formalmente, la sociedad debe disolverse.
4. Decisión de los socios: La sociedad puede disolverse por voluntad de los socios, tomada conforme a lo estipulado en el contrato social o por acuerdo unánime de todos los socios.
5. Pérdidas que reduzcan el patrimonio neto por debajo del 50% del capital social: Si las pérdidas de la sociedad afectan gravemente su patrimonio al punto de que este se reduce por debajo del 50% del capital social, se considera una causal de disolución.
6. Fusión o escisión de la sociedad: Si la sociedad se fusiona con otra o se escinde (división en varias sociedades), se considera disuelta, aunque pueda continuar en nuevas formas jurídicas.
7. Sentencia judicial: Una orden judicial puede determinar la disolución de la sociedad si existen razones legales que justifiquen dicha medida.

### Causales Específicas para Sociedades Colectivas
1. Muerte o incapacidad de uno de los socios: Dado que la sociedad colectiva es una sociedad de personas, la muerte o la incapacidad de alguno de los socios puede causar la disolución de la sociedad, salvo que se haya pactado en los estatutos que la sociedad continuará con los herederos o con los demás socios.
2. Insolvencia o quiebra de alguno de los socios: Si alguno de los socios es declarado en quiebra o insolvente, esto puede ser una causal de disolución, ya que la naturaleza personal de la sociedad colectiva implica que la solvencia de los socios es crucial para su funcionamiento.
3. Renuncia de uno de los socios: Un socio puede renunciar, y esto puede llevar a la disolución de la sociedad, a menos que se haya pactado en los estatutos que la sociedad continuará con los socios restantes. En este caso, se procede a la liquidación de la participación del socio que se retira.
4. Exclusión de uno de los socios: La exclusión de un socio, por ejemplo, debido a incumplimiento de sus obligaciones o mala conducta, también puede llevar a la disolución de la sociedad, si no se pacta que continuará con los demás socios.
5. Número de socios inferior al mínimo legal: La sociedad colectiva requiere un mínimo de dos socios. Si por alguna razón el número de socios cae por debajo de ese umbral, la sociedad deberá disolverse.

Ventajas
 1.  Facilidad de Constitución: Su formación es relativamente sencilla y no exige un capital social mínimo, lo que puede ser atractivo para pequeños emprendimientos o negocios familiares donde la confianza entre los socios es primordial.
2.   Gestión Centralizada: La administración recae en los socios, quienes pueden ejercerla directamente o delegarla en uno o varios de ellos, lo que permite un control cercano de las operaciones.
3.  Confianza Mutua: Al ser una sociedad de personas, la confianza y el conocimiento entre los socios son fundamentales, lo que puede facilitar la toma de decisiones y el trabajo colaborativo.
Desventajas
 1.    Responsabilidad Ilimitada y Solidaria: Es la principal desventaja. Los socios responden con la totalidad de su patrimonio personal por las deudas y obligaciones de la sociedad, incluso si estas exceden el capital aportado. Además, cada socio es responsable por la totalidad de la deuda, no solo por su proporción.
2.    Dificultad en la Transmisión de Cuotas: La cesión de las cuotas de interés requiere el consentimiento unánime de los demás socios, lo que puede dificultar la salida de un socio o la entrada de nuevos inversionistas.
3.     Continuidad Limitada: La muerte, incapacidad o retiro de un socio puede disolver la sociedad, a menos que se pacte lo contrario en los estatutos o los socios restantes decidan continuarla.
4.     Acceso a Financiación Restringido: Debido a la responsabilidad ilimitada y la dificultad para atraer nuevos socios, este tipo de sociedad puede enfrentar mayores obstáculos para obtener financiación externa significativa.